# Beta (literă)

Litera grecească Beta, majusculă și minusculă

Beta (majusculă Β, literă mică β, greacă: Βήτα Beta este a doua literă a alfabetului grec.
Litera Beta a derivat din litera feniciană Beth . Litere care au apărut din această literă: litera latină ⟨B⟩ sau literele chirilice ⟨Б⟩ și ⟨В⟩.
În sistemul cifrelor grecești, Beta avea valoarea 2.

## Utilizare
Litera Beta este utilizată în zilele noastre pentru numirea versiunii nefinalizate, dar totuși publice, a jocurilor video.